# جون هوبرمان
جون هوبرمان (بالإنجليزية: John Hoberman)‏ هو مؤرخ وأستاذ جامعي أمريكي، ولد في 1944.